# 니루
니루(ᠨᡳᡵᡠ niru)는 만주어로 '큰화살(大箭)'이라는 의미로, 청(淸, 1636-1911) 팔기(八旗) 기본 단위이다. 명(明) 만력(萬曆) 29년(1601) 해서여진(海西女眞) 수장 누르하치(努爾哈赤, Nurhaci)가 300명을 1니루로 정하였다. 이후 청이 건립되는 과정에서 비슷한 발음의 한자어 우록(牛彔, 牛錄)으로 음차되어 표기되었으며, 또한 의미상 좌령(佐領)으로 번역되어 표기되었다.
니루의 장관은 처음에는 니루어전(ᠨᡳᡵᡠ
ᡝᠵᡝᠨ niru ejen)이라 하였다. 어전은 만주어로 '주인(主人)'이라는 뜻이며, 니루어전은 '화살주인(箭主)' 혹은 '조장(組長)'이라는 의미가 된다. 한자로는 우록액진(牛彔額眞)이라 음차되어 표기되었다. 후금(後金) 천총(天聰) 8년(1634), 니루어전은 니루장긴(niru janggin)으로 명칭이 바뀌었다. 한자로는 우록장경(牛彔章京)이라 음차되어 표기되었다. 이후 순치(順治) 연간(1644-1661), 니루는 좌령(佐領)으로 한역(漢譯)되어 표기하기로 공식적으로 결정되었으며, 품질(品秩)은 4품(四品)으로 정해졌다. 건륭(乾隆) 연간(1736-1795), 좌령은 무직(武職) 정종품급(正從品級)으로 개정되면서, 기분좌령(旗分佐領)은 무직정4품(武職正四品)이 되었고, 포의좌령(包衣佐領)은 무직종4품(武職從四品)으로 결정되었다.

## 연혁
니루는 원래 여진족(女眞族) 초기 병농합일(兵農合一)의 임시 조직 형태였다. 『만주실록(滿洲實錄)』에는 "만주인이 사냥을 나가 포위를 열 때에, 각각 화살 한 가닥씩 내놓았으며 10명당 1명의 총령(總領)을 세우고 9명을 소속시켜 행한 것이다(滿洲人出獵開圍之際, 各出箭一支, 十人中立一總領, 屬九人而行)"라고 기재되어 있다. 수렵 시 10명을 1개 소조로 짜고, 소조마다 1명의 수령을 내세우고 나머지 9명의 조원은 각각 화살 1개씩 수령에게 지급하는데, 이때의 소조를 '니루'라고 하였다. 그래서 니루는 군제 단위가 되었고 수령을 '니루어전'이라 하였다.
명 만력 11년(1583) 이래 누르하치는 여진 각 부락을 통일하는 군사 수요에 부응하고자, 니루라는 용어는 그대로 연용하면서도 대형의 고정된 엄격한 기율이 있는 통속 관계의 신형 조직으로 개조하였다. 인근 여진 부락 가운데 장정을 끼고 귀순한 자들도 니루에 편성되었다. 니루는 계속 신설 편성되었고 같은 혈연이나 지연 관계 사람들을 포섭하였다. 후에 300명을 1니루로 편성하기로 규정하면서 기본 호구 및 군적 단위가 되었다. 홍타이지(皇太極, Hong Taiji) 시기, 200명을 1니루로 하는 것으로 개정되었다. 청군이 입관(入關, 1644년 청군이 산해관을 넘어 북경을 점령한 사건) 전, 팔기 니루는 583개였으며 다시 니루 28개를 나눴다.
순치 17년(1660), 니루가 '좌(佐)'로 한역되면서, 니루어전은 '좌령'으로 한역되었다. 이때 만주 니루 319개, 반분니루(半分牛彔) 14개, 몽고 니루 130개, 한군(漢軍) 니루 206개, 반분니루 3개였다. 팔기 니루는 모두 664개였다.
청대 몽고(蒙古) 기(旗) 하의 '수무(蘇木)'는 좌령이었다. 장관은 몽골어로 수문장기(蘇木章京, ᠰᠤᠮᠤᠨ ᠵᠠᠩᠭᠢ, sumun janggi)라 하였다.

## 참고자료
- 『청사고(淸史稿)』
- 『만주실록(滿洲實錄)』

## 같이 보기
- 팔기제